# Вениамин (имя)
Вениамин (Веньямин) — русскоязычная версия библейского имени Беньямин, Биньямин (ивр. בנימין‎, дословно — «сын моей правой руки», или «счастливый сын»). В английском, французском и других языках это имя приняло форму Benjamin (англ. — Бенджамин, фр. — Бенжамен и т. д.): в западноевропейской традиции принято передавать ивритскую букву י (юд) буквой j). На идише это имя приобрело форму Биньомен. 
Восходит к сюжету Ветхого завета о верном и любимом младшем сыне библейского патриарха Иакова Вениамине.
Женская форма - Вениамина.